# Esther de Gélieu

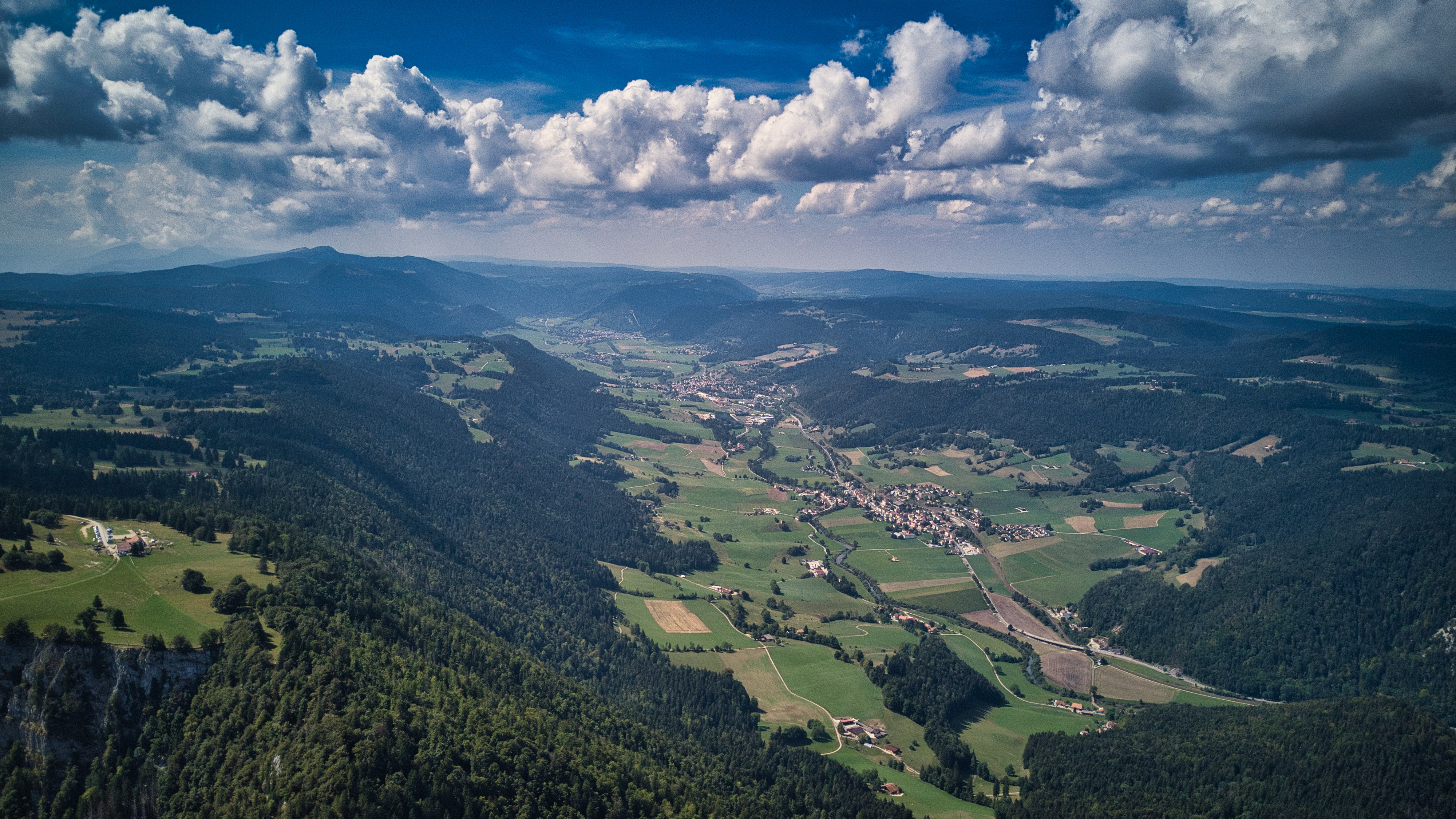
Vallei Val-de-Travers in kanton Neuchâtel

Esther de Gélieu (Les Bayards, 20 september 1757 – Colombier, 13 juni 1817), echtgenote Mieg, was een pedagoge, lerares en gouvernante in Zwitserland, de Palts en in Nassau-Weilburg. Zij was afkomstig uit het Pruisisch vorstendom Neuchâtel, een land dat vanaf 1792 onder bescherming stond van de Zwitserse confederatie van de XIII kantons.

## Levensloop
Zij was de jongste dochter van predikant Jacques de Gélieu en groeide op in Les Bayards, in de vallei Val-de-Travers. Het was haar broer predikant Jonas de Gélieu die voor haar opvoeding zorgde.
Zij liep kostschool in Neuchâtel, hoofdstad van het gelijknamige vorstendom, meer bepaald in de kostschool geleid door haar oudere zussen Salomé, Rose en Marie-Elisabeth. Zij werd opgeleid tot pedagoge om jonge dames van stand op te leiden. Nadat haar zus Rose ermee ophield, nam Esther de Gélieu de pedagogische lessen in het pensionaat over.
Van 1782 tot 1786 was zij schooldirectrice van het Philantropin für Frauenzimmer protestantischer Religion in Frankenthal (Pfalz). In 1782 had Karel Theodoor, keurvorst van Palts, een edict uitgevaardigd om deze school te openen; het was het eerste meisjesinstituut voor hoger onderwijs dat van overheidswege ingesteld werd in Duitsland.
Nadien was Gélieu gouvernante van de dochters van de graaf van Nassau-Weilburg. Wanneer deze alle gehuwd waren, trok zij naar Bazel met haar man, de arts Melchior Mieg. Het echtpaar Mieg-de Gélieu opende in Bazel een meisjespensionaat. Zij werkten samen met de predikant en filosoof Johann Kaspar Lavater. Nadien werd het pensionaat naar Colombier overgebracht, waar zij in 1817 overleed.